# Episodi di Oltre i limiti (seconda stagione)
La seconda stagione della serie televisiva Oltre i limiti è andata in onda negli Stati Uniti d'America dal 14 gennaio al 4 agosto 1996 sull'emittente Showtime.
| nº | Titolo originale    | Titolo italiano             | Prima TV USA     | Prima TV Italia |
| -- | ------------------- | --------------------------- | ---------------- | --------------- |
| 1  | Stitch in Time      | Un salto nel tempo          | 14 gennaio 1996  |                 |
| 2  | Resurrection        | Resurrezione                | 14 gennaio 1996  |                 |
| 3  | Unnatural Selection | Selezione innaturale        | 19 gennaio 1996  |                 |
| 4  | I Hear You Calling  | Sento che mi stai chiamando | 26 gennaio 1996  |                 |
| 5  | Mind Over Matter    | La mente sopra il cuore     | 2 febbraio 1996  |                 |
| 6  | Beyond the Veil     | Oltre il velo               | 9 febbraio 1996  |                 |
| 7  | First Anniversary   | Anniversario                | 16 febbraio 1996 |                 |
| 8  | Straight & Narrow   | Retto e leale               | 23 febbraio 1996 |                 |
| 9  | Trial by Fire       | La prova del fuoco          | 1º marzo 1996    |                 |
| 10 | Worlds Apart        | Mondi a parte               | 22 marzo 1996    |                 |
| 11 | The Refuge          | Il rifugio                  | 5 aprile 1996    |                 |
| 12 | Inconstant Moon     | Incostante luna             | 12 aprile 1996   |                 |
| 13 | From Within'        | Dal profondo                | 28 aprile 1996   |                 |
| 14 | The Heist           | Il furto                    | 5 maggio 1996    |                 |
| 15 | Afterlife           | Reincarnazione              | 19 maggio 1996   |                 |
| 16 | The Deprogrammers   | I deprogrammatori           | 26 maggio 1996   |                 |
| 17 | Paradise            | Paradiso                    | 16 giugno 1996   |                 |
| 18 | The Light Brigade   | La Brigata Luce             | 23 giugno 1996   |                 |
| 19 | Falling Star        | Stella cadente              | 30 giugno 1996   |                 |
| 20 | Out of Body         | Esperienza Extracorporea    | 14 luglio 1996   |                 |
| 21 | Vanishing Act       | Sparizioni                  | 21 luglio 1996   |                 |
| 22 | The Sentence        | La sentenza                 | 4 agosto 1996    |                 |